# Денніс Аппіа
Денніс Аппіа (фр. Dennis Appiah, нар. 9 червня 1992, Тулуза, Франція) — французький футболіст ганського походження, центральний захисник клубу «Сент-Етьєн».

## Ігрова кар'єра

### Клубна
Денніс Аппіа є вихованцем клубу «Монако». З 2007 року він виступав за молодіжну команду монегасків. До основи Аппіа потрапив у 2010 році. Але свій шанс отримав через рік, коли клуб вилетів до Другого дивізіону і багато гравців основи залишили команду. 1 серпня Аппіа дебютував в основі команди. А вже 2013 року разом з клубом повернувся до Ліги 1. Та вже того року футболіст перейшов до клубу «Кан», з яким також вже у першому сезоні виграв Другий дивізіон і 9 серпня 2014 року футболіст зіграв свій перший матч і Лізі 1.
Влітку 2016 року Денніс Аппіа перейшов до бельгійського «Андерлехта», з яким у 2017 році став чемпіоном Бельгії та виграв Суперкубок країни. У складі бельгійського клубу захисник дебютував на міжнародному рівні.
У 2019 році Аппіа повернувся до Франції, де підписав контракт з клубом «Нант». У 2022 році разом з клубом футболіст виграв кубок Франції.
У січні 2023 року перейшов до складу друголігового «Сент-Етьєна», підписавши контракт на два з половиною роки.

### Збірна
З 2007 року Денніс Аппіа захищав кольори юнацьких збірних Франції різних вікових категорій.

## Титули
Андерлехт
 Чемпіон Бельгії: 2016/17
 Переможець Суперкубка Бельгії: 2017
Нант
 Переможець Кубка Франції: 2021/22